# ルイージ・カルネラ
ルイージ・カルネラ（Luigi Carnera、1875年4月14日 - 1962年7月30日）はイタリアの天文学者。
彼はキャリアの浅い頃、マックス・ヴォルフのアシスタントとしてドイツのハイデルベルクで働いており、アルゼンチンなどでも働いている。
第一次世界大戦の結果、イタリアに併合されたトリエステの天文台の開設からの重役を務めた。
また、1932年に開設したナポリのカポディモンテ天文台の重役にもなり、第二次世界大戦中の1943年、この天文台はレーダー基地を設置するために連合軍に占領されたが、定年退職する1950年まで続けている。